# Frans Ykens

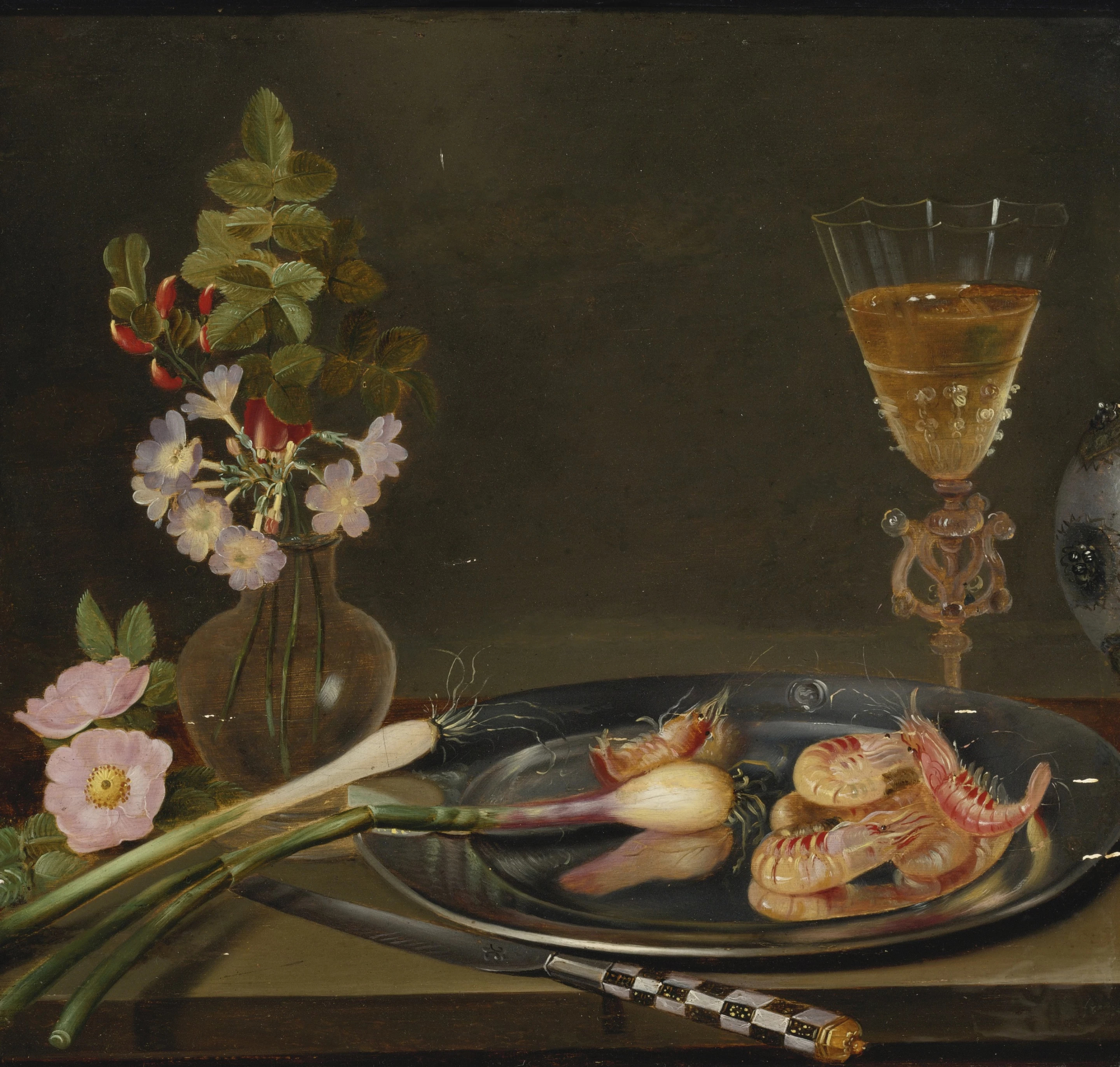
Stilleben

Frans Ykens, född 1601 i Antwerpen, död där 1693, var en flamländsk målare.
Ykens reste efter fullbordade studier till södern, men var från 1630 bosatt i sin födelsestad. Han målade stilleben, frukt- och blomsterstycken, fint utförda och med glödande färg. Till hans bästa verk hör en blomsterkrans kring en madonna av Pieter van Avont (av 1636, i Jakobskyrkan i Antwerpen). Andra verk av honom finns i Wien, Karlsruhe, Rotterdam, Berlin och Gent.